# Anthuan Maybank
Anthuan Maybank (Georgetown, 30 dicembre 1969) è un ex velocista statunitense, specializzato nei 400 metri piani.

## Biografia
In carriera è stato medaglia d'oro ai Giochi olimpici di Atlanta 1996 nella staffetta 4×400 metri.

## Palmarès
| Anno | Manifestazione  | Sede    | Evento      | Risultato | Prestazione | Note                     |
| ---- | --------------- | ------- | ----------- | --------- | ----------- | ------------------------ |
| 1995 | Universiadi     | Fukuoka | 200 m piani | Oro       | 20"46       |                          |
| 1995 | Universiadi     | Fukuoka | 4×400 m     | Oro       | 3'00"40     | Record delle Universiadi |
| 1996 | Giochi olimpici | Atlanta | 4×400 m     | Oro       | 2'55"99     |                          |